# Klonazepam

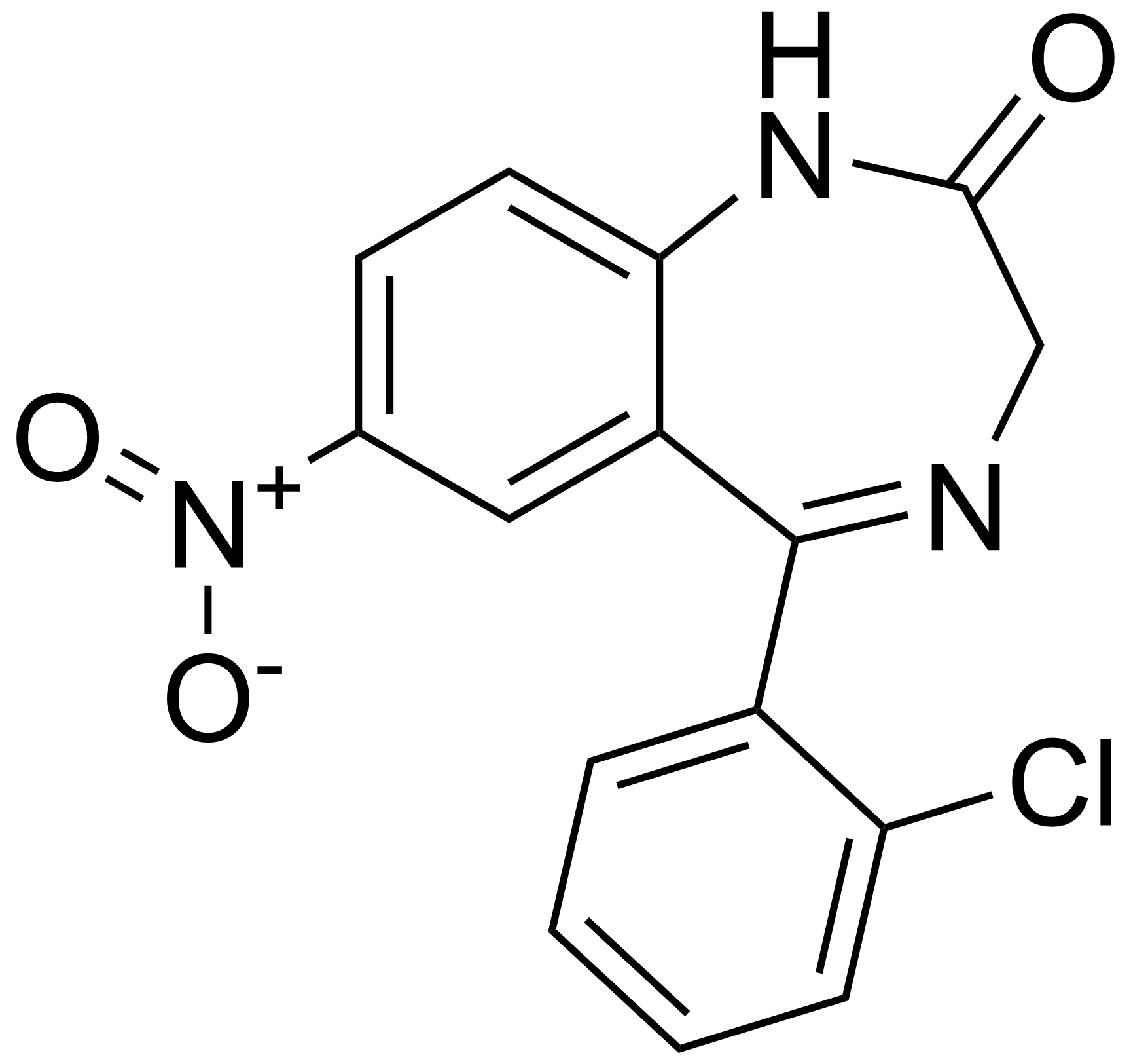
Strukturformel för klonazepam.

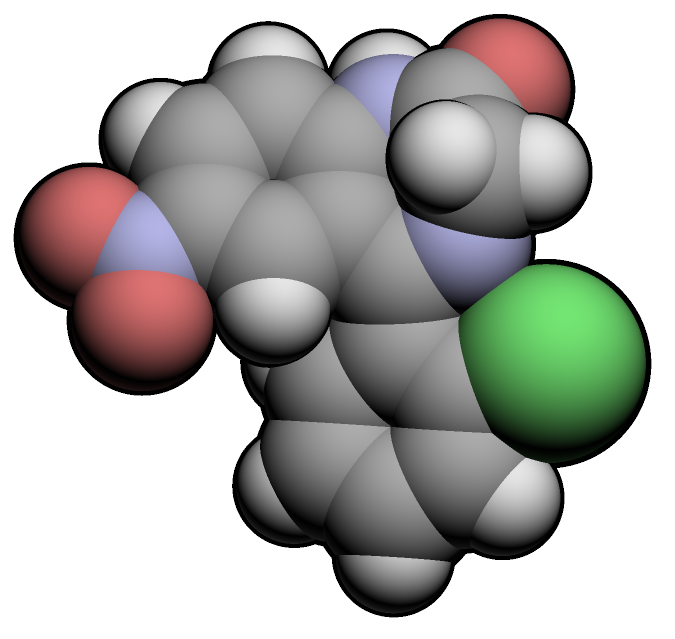
Kalottmodell

Klonazepam, summaformel C15H10ClN3, är ett antiepilepsimedel, muskelavslappnande och psykoaktivt lugnande läkemedel som tillhör läkemedelsgruppen bensodiazepiner. Varunamn i Sverige är Iktorivil. 
Injektionsbehandling med klonazepam för att häva krampanfall sker främst på sjukhus eller i hemmet efter noggrann instruktion av läkare. Klonazepam förhindrar att signaler som utlöser ett epileptiskt anfall sprider sig i hjärnan under anfallet. Därigenom dämpas pågående anfall och nya anfall förhindras. Alkohol ska inte användas under behandling med klonazepam.[källa behövs]
Risk för tillvänjning föreligger. Substansen är narkotikaklassad och ingår i förteckning P IV i 1971 års psykotropkonvention, samt i förteckning IV i Sverige.